# 샘 워즈 히어: 살인 마을
《샘 워즈 히어: 살인 마을》(영어: Sam Was Here)는 2016년 공개된 프랑스, 미국의 공포 스릴러 영화이다.

## 줄거리
1998년 남부 캘리포니아 모하비 사막. 외판원 샘은 가가호호를 방문하지만 모든 집이 버려져있거나 닫혀있다. 마치 주민들이 한꺼번에 사라져버린 것처럼.
샘은 내일 있을 딸의 생일에 맞춰 집에 돌아가길 원하지만 차가 망가지면서 지역에 고립되어버린다. 소원해진 아내는 전화에 응하지 않는다.
누군가 계속 무선호출기로 샘을 위협하는 문자를 보내고, 그 지역의 유일한 라디오 방송국에서는 진행자 에디가 마을에 나타난 아동 살인범 관련 방송을 수시로 내보낸다.
드디어 샘 앞에 경찰을 비롯한 마을 주민들이 하나둘 나타난다. 그러나 이들은 샘이 바로 그 아동 살인범이라고 믿으며 샘을 죽이려고 한다.

## 출연
- 러스티 조이너 - 샘 코브리츠 역
- 시그리드 라샤펠 - 에디 역
- 로다 펠 - 리베카 색스턴 역